# Hyalotheles dimerosperma
Hyalotheles dimerosperma — вид грибів, що належить до монотипового роду  Hyalotheles.